# Altstätten
Altstätten (toponimo tedesco) è un comune svizzero di 12 456 abitanti del Canton San Gallo, nel distretto di Rheintal del quale è capoluogo; ha il titolo di città.

## Geografia fisica
Il territorio di Altstätten si estende sul versante occidentale della valle del Reno, tra il lago di Costanza e Buchs, a un'altitudine compresa tra i 410 m s.l.m. della piana del Reno e i 1 795 m s.l.m. del monte Hoher Kasten; la frazione di Lienz costituisce un'exclave del comune compresa tra i territori di Rüthi e Sennwald.
La città si trova al passaggio tra la pianura del Reno (municipio a 462 m s.l.m.) e le pendici del gruppo dell'Alpstein, un gruppo montuoso delle Prealpi di Appenzello e di San Gallo; la vista a est e a sud è libera verso la piana del Reno alpino, mentre a nord e a ovest sono presenti le montagne delle Prealpi appenzellesi: Kamor, Fäneren, Hirschberg, Sommersberg, Landmarch e Sankt Anton. Presso il Ruppenpass si trova il confine tricantonale con i cantoni Appenzello Esterno e Appenzello Interno.

## Origini del nome
Il toponimo, formato dai termini in lingua alto-tedesca antica alt e stat ("luogo, piazza"), potrebbe riferirsi a un insediamento già esistente al momento dell'immigrazione alemanna.

## Storia

### Preistoria
I reperti archeologici sparsi nel comune di Altstätten dimostrano la presenza precoce dell'uomo: un'ascia in pietra e un'ascia forata del Neolitico (5500-2200 a.C. circa) sono i manufatti più antichi; vi sono anche reperti ceramici della tarda età del bronzo.

### Età antica
Sono stati ritrovate monete romane. La strada romana che proveniva dal lago di Como via Coira si biforcava ad Altstätten: un ramo proseguiva lungo il lato sinistro della valle alpina del Reno fino a Sankt Margrethen (Ad Renum) sul lago di Costanza, un altro lasciava la valle del Reno e conduceva, attraverso San Gallo, ad Arbon (Arbor felix).

### Età medievale
Sono state ritrovate armi alemanne del VI-VII secolo. Al momento della prima menzione documentaria (853), come villa denominata Altsteti, l'abbazia di San Gallo possedeva vaste proprietà ad Altstätten; in seguito, l'abbazia costituì una tenuta padronale chiusa. I beni erano amministrati da magistrati della bassa nobiltà, che esercitavano anche una giurisdizione inferiore. Per proteggere il suo dominio dai conti di Montfort sulla riva destra del Reno, nel XIII secolo l'abate Berchtold von Falkenstein fortificò Altstätten con una cinta muraria, elevando così il villaggio al rango di città: Altstätten appare come oppidum (latino per "città") nel 1298. Poco dopo, i Meier e i nobili von Altstätten fecero costruire quattro castelli sopra la città; in uno di essi visse il menestrello cavaliere Konrad von Altstetten (1320 circa; tre delle sue canzoni sono state inserite nel Manoscritto di Manesse).
All'inizio del XV secolo Altstätten fu coinvolta nelle guerre di Appenzello: dopo la battaglia dello Stoss (1405) la città concluse un'alleanza con i vicini belligeranti, suscitando l'ira degli austriaci e nel 1410 il duca Federico IV d'Asburgo fece radere al suolo la città in una campagna di vendetta. Nei secoli successivi fu devastata da grandi incendi, tra cui quello del 1567 quando 175 edifici furono ridotti in macerie da un incendio doloso; la maggior parte degli edifici del centro storico risale alla ricostruzione dell'intera città dopo l'incendio del 1567. 
Fino alla caduta della Vecchia Confederazione (1798), Altstätten fu soggetta sia all'abate di San Gallo sia al balivo imperiale, che originariamente deteneva la sovranità sul Rheintal per conto dell'imperatore del Sacro Romano Impero. Nel 1425 l'imperatore Sigismondo di Lussemburgo confermò i diritti di mercato alla città e allo stesso tempo Altstätten acquisì importanza politica: a partire dal 1415 la cittadinanza elesse un ammann e un consiglio cittadino.

### Età moderna

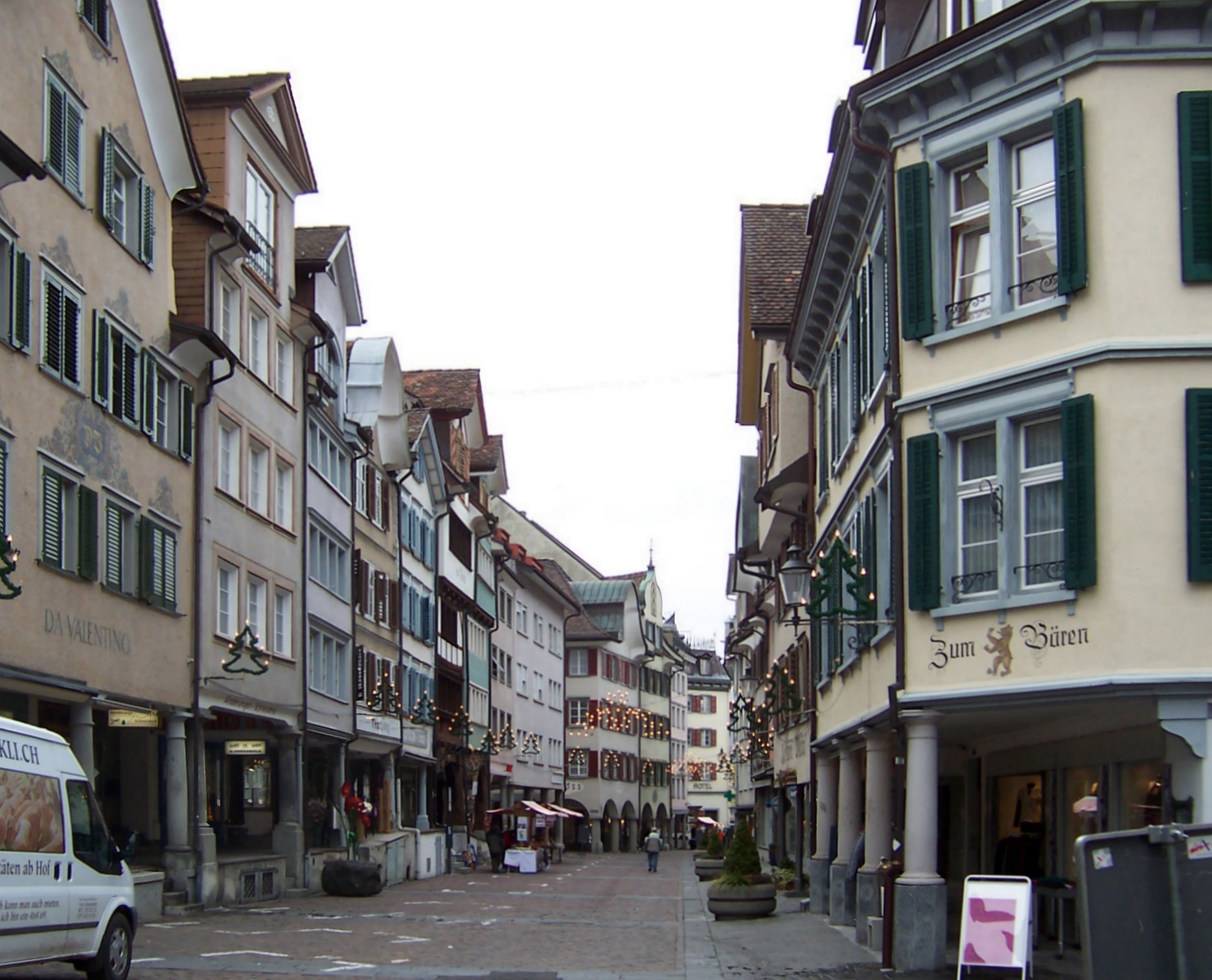
Le residenze signorili della Marktgasse, risalenti al XVIII secolo

Nel XVIII secolo Altstätten conobbe una forte crescita economica incentrata sulla produzione di tessuti di seta e più tardi di cotone, che portarono a un vivace commercio esteso all'intera Europa centrale; nelle campagne limitrofe, oltre alla tessitura, era praticata la viticoltura. I Custer zur Prestegg con filiali a Erlangen, Lipsia, Lione, Tolosa e Marsiglia, i Custer am Markt (o Reburg) in unione personale con la società commerciale Heer di Löwenhof Rheineck, i fratelli Städler zum Raben con una filiale a Barcellona e altre famiglie acquisirono in questo modo una solida ricchezza.
Il benessere dei mercanti si rifletté anche nel paesaggio urbano poiché fecero costruire numerose residenze signorili simili a castelli all'interno delle mura; in questo periodo fu costruita anche la chiesa di San Nicola e la città si espanse anche al di fuori delle mura cittadine.

### Età contemporanea
La vita economica ricevette un forte impulso dopo la costruzione della linea ferroviaria attraverso la valle del Reno (1858); tuttavia Altstätten dovette lottare duramente per ottenere la propria stazione ferroviaria, poiché gli abitanti di Oberriet avrebbero voluto un collegamento ferroviario diretto con Au. Nello stesso anno fu aperto il primo ricamificio e negli anni successivi l'industrializzazione si concentrò quasi esclusivamente sull'industria tessile, in particolare sul ricamo; vennero inoltre create molte piccole imprese. La prosperità economica si rifletté nella costruzione della tranvia della valle del Reno (Rheintalische Strassenbahn, 1897) e della ferrovia Altstätten-Gais. Nel 1883 Altstätten inglobò Lienz, fino ad allora frazione di Sennwald.
Dopo la prima guerra mondiale l'industria del ricamo entrò in una grave crisi e si riprese solo dopo la seconda guerra mondiale, senza più riacquistare l'importanza di un tempo; le conseguenze negative si rifletterono nelle statistiche demografiche e solo negli anni 1950 la popolazione di Altstätten tornò al livello del 1919. Una vera ripresa arrivò solo negli anni 1960, grazie anche a una maggior diversificazione economica.

### Simboli
L'orso che cammina nello stemma di Altstätt indica il legame con l'abbazia di San Gallo, il cui stemma raffigura anch'esso un orso; la è stata ispirata alla leggenda di san Gallo. Un documento del 1473 mostra l'origine e il significato della stella rossa a cinque punte sopra l'orso: rimanda all'Sacro Romano Impero e identifica gli abitanti di Altstätt come membri del baliaggio imperiale.

## Monumenti e luoghi d'interesse

### Architetture religiose

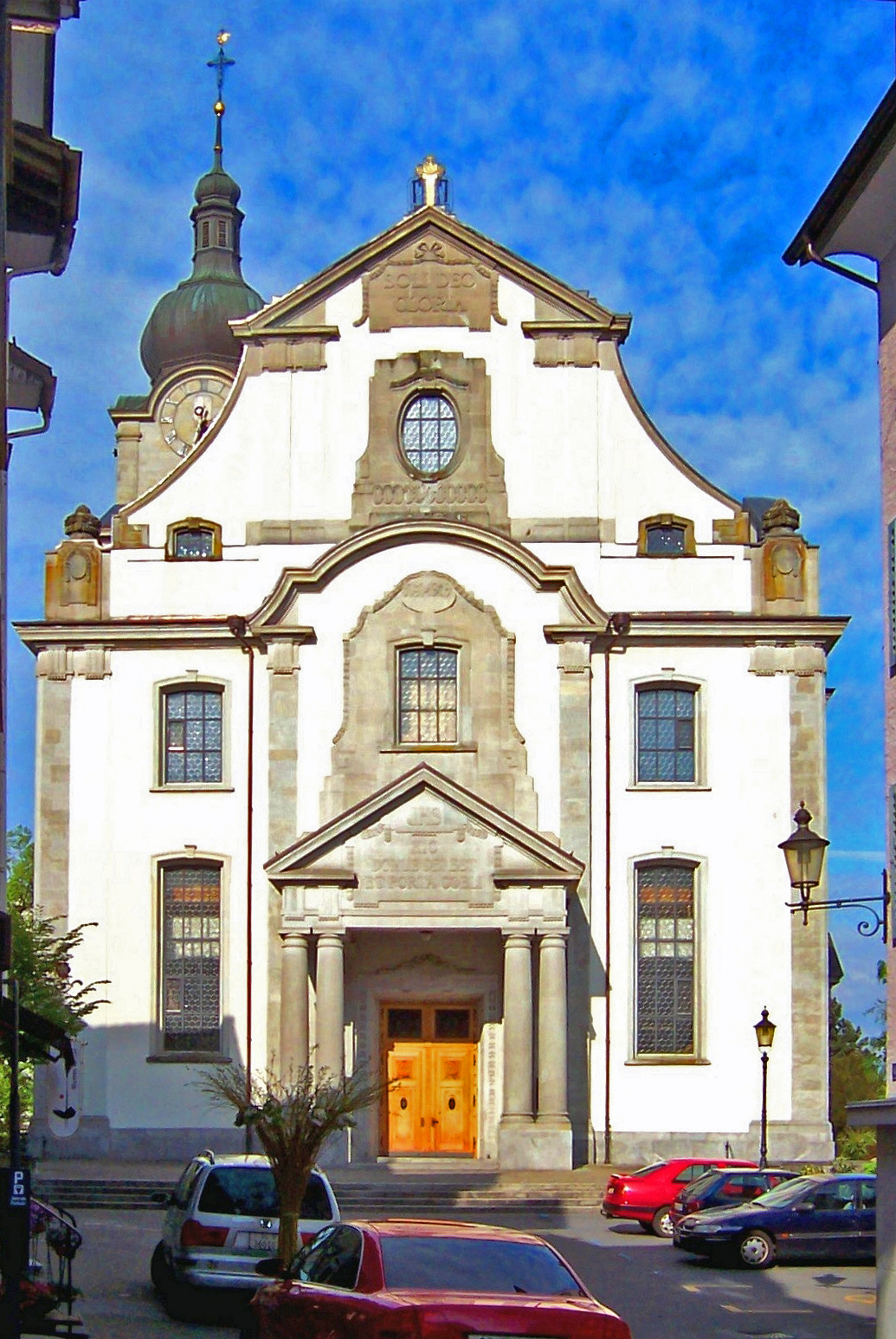
La chiesa di San Nicola

- Chiesa parrocchiale cattolica di San Nicola, attestata dal 1275 e ricostruita nel 1794-1798 da Johann Jakob e Johann Ulrich Haltiner[3];
- Chiesa riformata, eretta nel 1904-1906 in stile neogotico da Paul Reber[3].

### Architetture civili

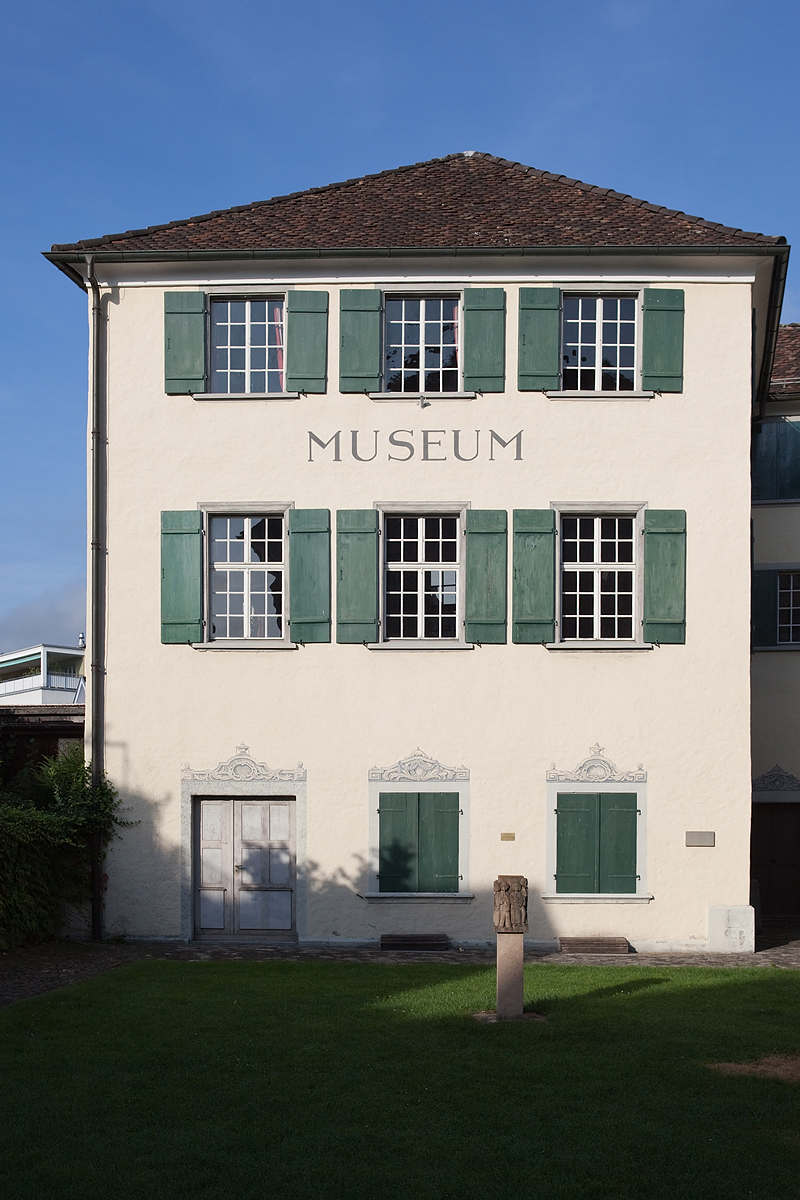
Il Prestegg

- Frauenhof, residenza signorile commissionata da Kunigunde von Altstätten nel 1450 circa[3];
- Prestegg, edificio costruito nel 1488 quale residenza della famiglia Mötteli, ora sede di un museo di storia locale[3];
- Case borghesi con portici sulla Marktgasse (già Herrengasse), costruite nel XVIII secolo[3];
- Reburg, casa natale di Jacob Laurenz Custer, fatta ricostruire da Johann Jakob Custer nel 1772[3];
- Haus zum Raben, costruita nel 1763 quale sede commerciale della ditta di Joseph e Ulrich Stadler[3].

### Architetture militari

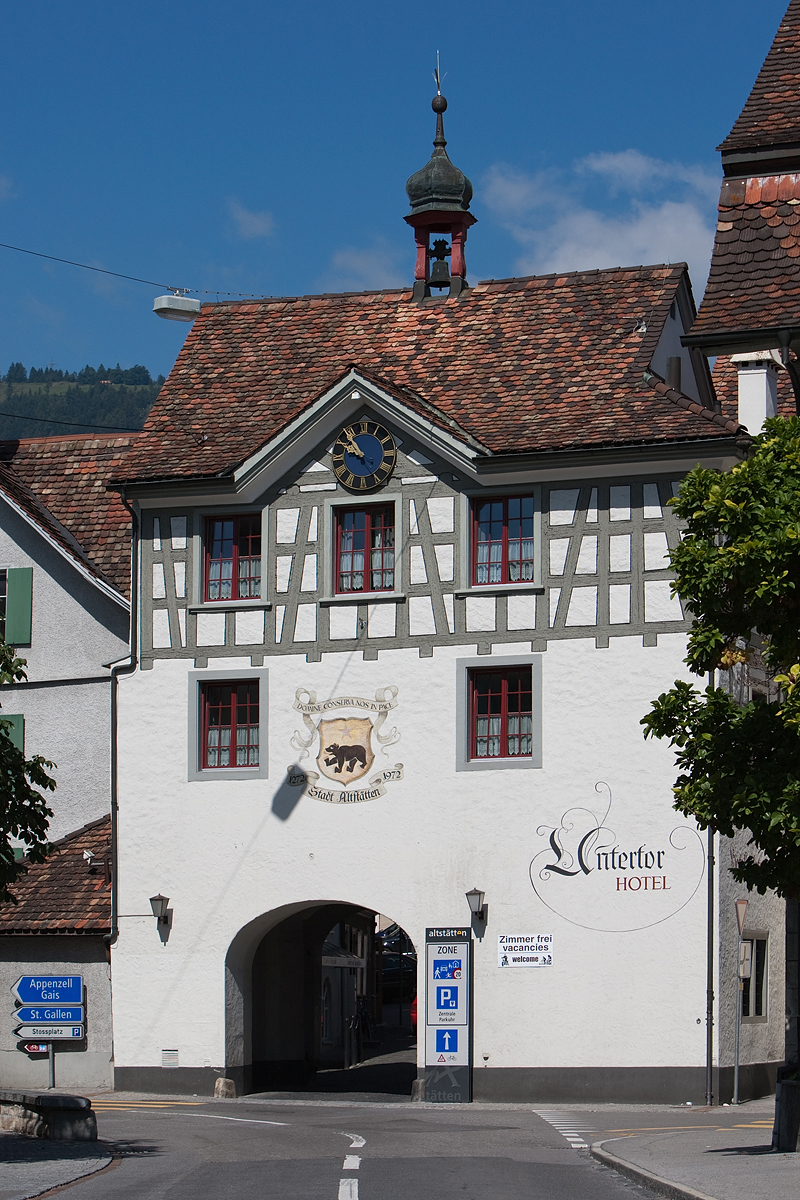
La porta Untertor

- Fortezza di Neu-Altstätten, costruita nel 1375 dai von Altstätten[3];
- Rovine della fortezza di Alt-Altstätten, distrutta durante la guerre di Appenzello[3];
- Rovine della fortezza di Nieder-Altstätten, distrutta durante la guerre di Appenzello[3];
- Rovine della fortezza di Hoch-Altstätten, attestata dal 1240 e distrutta durante la guerre di Appenzello[3];
- Porzione delle mura cittadine[senza fonte] con la porta Untertor.

## Società

### Evoluzione demografica
L'evoluzione demografica è riportata nella seguente tabella:
Abitanti censiti

## Geografia antropica

### Urbanistica

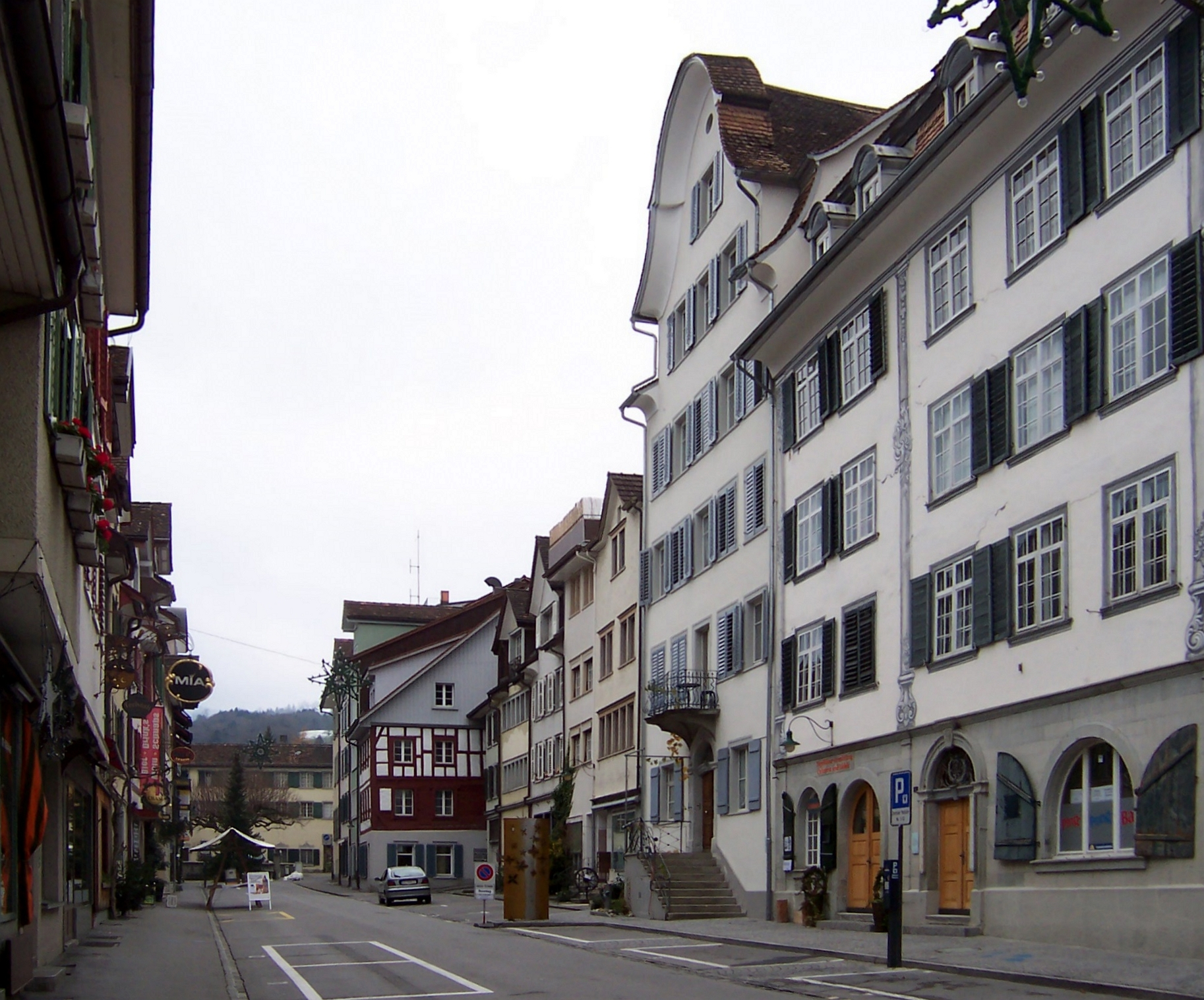
Obergasse

Le principali vie del centro storico sono Obergasse, Marktgasse (già Herrengasse, con porticati), Engelgasse e Pfluggasse. Il comune ha avviato nel 2004 il progetto "Freihof-Rathaus", che prevedeva di adattare il percorso del traffico intorno al centro storico con una nuova rotatoria, un nuovo municipio e un centro commerciale con parcheggio, la cui costruzione è iniziata nella primavera del 2013.

### Frazioni
Le frazioni di Altstätten sono:

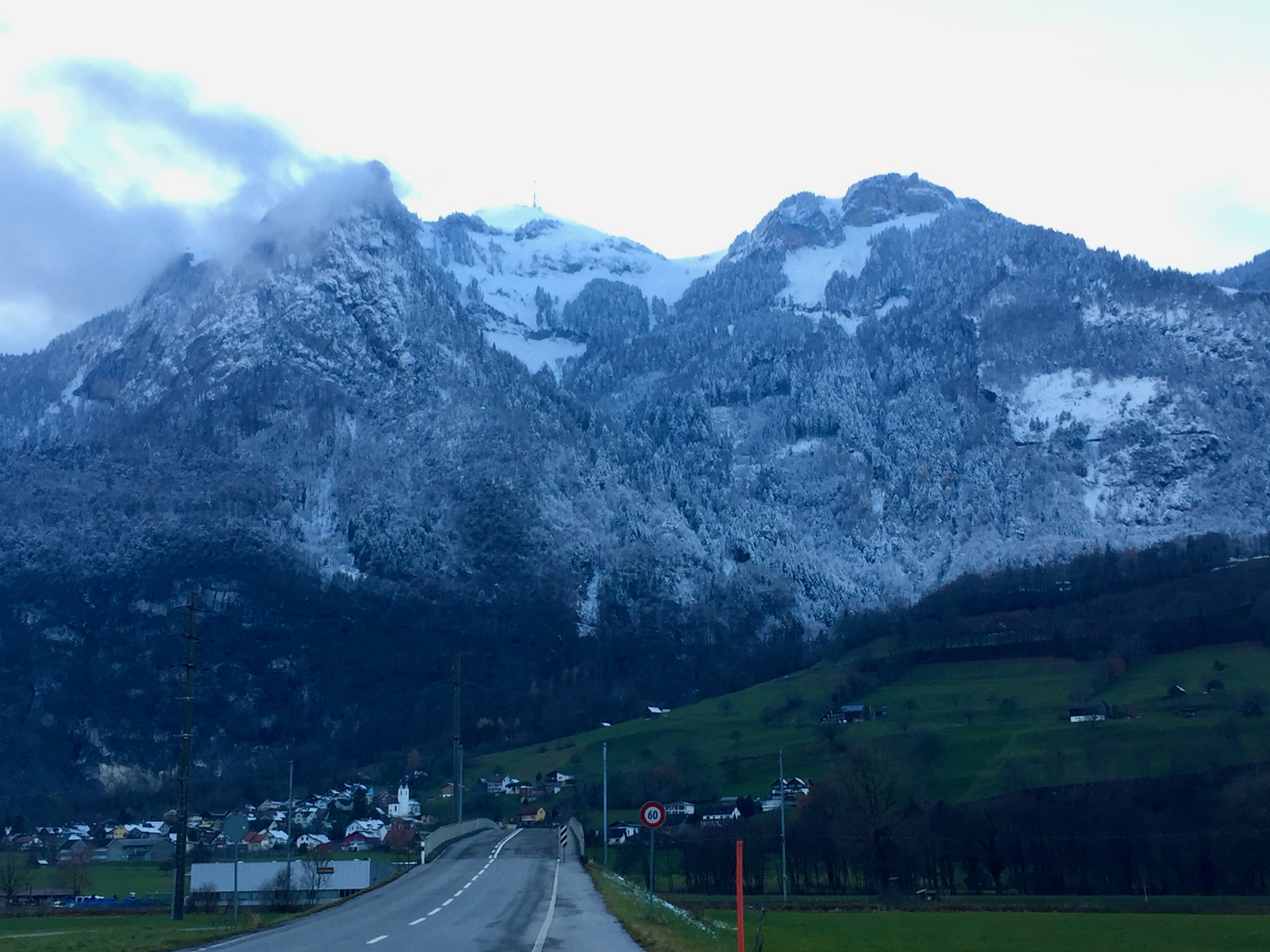
Lienz

- Hinterforst (che si estende anche nel comune di Eichberg)
- Hueb-Hard
- Kornberg
- Lienz
  - Plona
- Lüchingen
- Gätziberg
- Warmesberg

## Economia
L'economia locale si basa prevalentemente sui settori secondario e terziario.

## Infrastrutture e trasporti

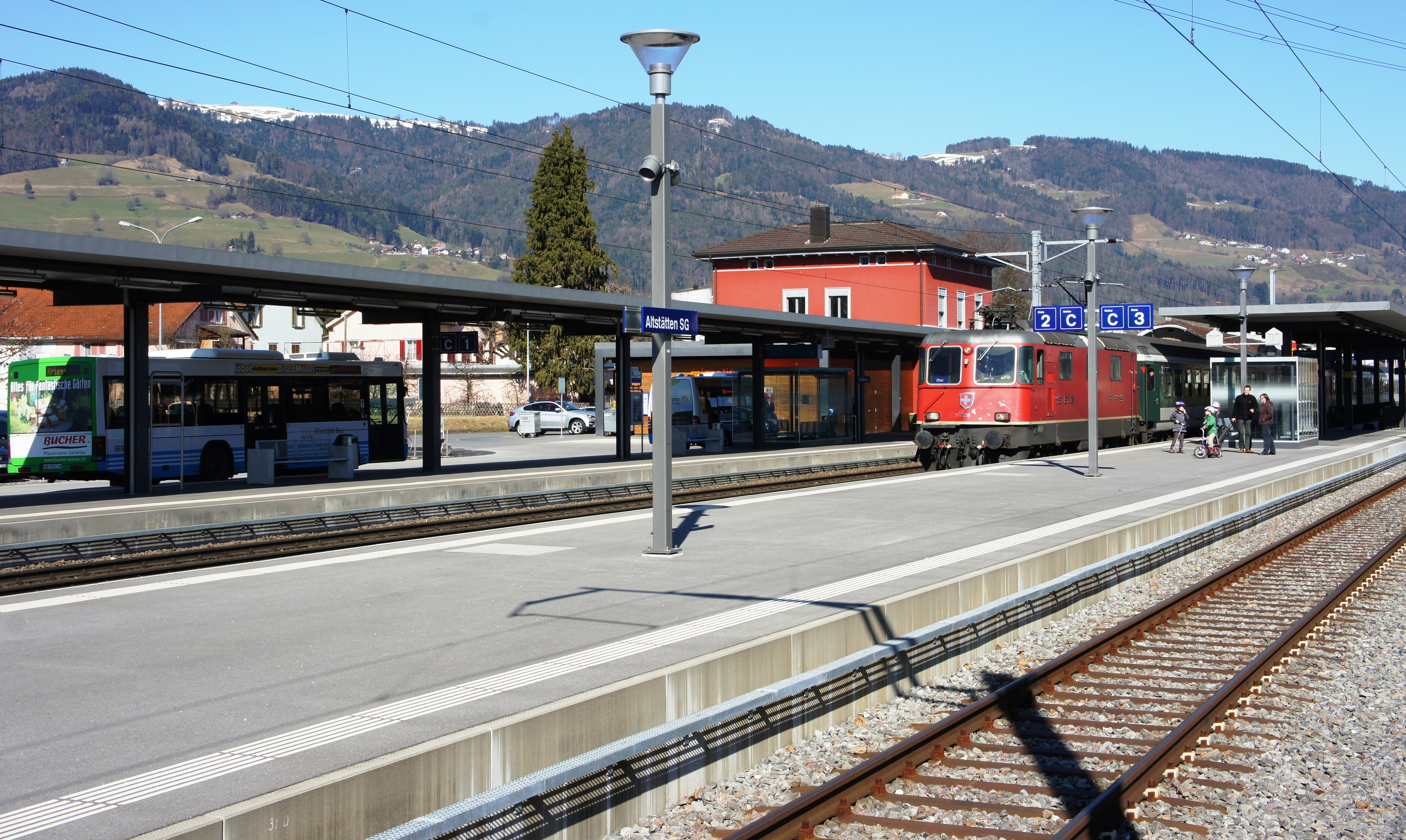
La stazione di Altstätten

Altstätten è servita dalla strada principale 13 e dall'omonima stazione sulla ferrovia Coira-Rorschach; il comune è servito anche dalla ferrovia Altstätten-Gais, che fa capolinea alla stazione di Altstätten Stadt e comprende anche le stazioni di Alter Zoll, Warmesberg e Kreuzstrasse, situate nel territorio comunale di Altstätten.